# القيادة العامة المشتركة لحرس الثورة الإسلامية
هيئة الأركان المشتركة لحرس الثورة الإسلامية، والتي كانت تُعرف سابقًا باسم هيئة الأركان العامة، (ستاد مشترک سپاه پاسداران انقلاب اسلامی) كانت الجهاز المسؤول عن قيادة وإدارة حرس الثورة الإسلامية، وهدفت إلى تنسيق فروعه العسكرية، كما كانت مسؤولة عن تنظيم ودعم والإشراف على جميع الشؤون التنفيذية داخل المؤسسة العسكرية. أُنشئت الهيئة في أواخر عام 1984.كانت الشرطة العامة لحرس الثورة الإسلامية إحدى الوحدات التابعة لهيئة الأركان المشتركة.[بحاجة لمصدر]

## قائمة القادة
| الرقم | صورة               | القائد                                     | تولى المنصب | ترك المنصب | مدة شغل المنصب | مرجع |
| ----- | ------------------ | ------------------------------------------ | ----------- | ---------- | -------------- | ---- |
| 1     | علي رضا أفشار      | علي رضا أفشار (ولد ق. 1951)                | 1984        | 1987       | 2–3 سنة        | –    |
| 2     | محمد فروزنده       | محمد فروزنده (ولد 1960)                    | 1987        | 1989       | 1–2 سنة        | –    |
| 3     | محمد باقر ذو القدر | عميد محمد باقر ذو القدر (ولد ق. 1954/1955) | 1989        | 1997       | 7–8 سنة        | –    |
| 4     | حسين علائي         | عميد حسين علائي                            | 1997        | 2000       | 2–3 سنة        | –    |
| 5     | علي أكبر أحمديان   | عميد علي أكبر أحمديان                      | 2000        | 2007       | 6–7 سنة        | –    |
| 6     | محمد حجازي         | عميد محمد حجازي (1956–2021)                | 2007        | 2008       | 0–1 سنة        | –    |